# Шијан
Шијан је српско и хрватско презиме. Познати људи са овим презименом су:
- Иван Шијан хрватски хокејаш
- Дане Шијан (1977), српски рукометаш
- Слободан Шијан (1946), српски филмски редитељ